# Banda desenhada em Portugal
A origem da banda desenhada em Portugal tem datas diferentes consoante as diferentes interpretações do que se considera banda desenhada. Para alguns historiadores teve inicio em 1744, ano em que foi construído o Padrão do Senhor Roubado, um monumento situado em Lisboa, localizado à saída da Calçada de Carriche e que conta de forma sequencial em painéis de azulejo, a história do roubo da Igreja Matriz de Odivelas ocorrido a 11 de maio de 1671. Para outros teve inicio em 1850 com a publicação da primeira história de Aventuras Sentimentaes e Dramáticas do Senhor Simplício Baptista. Há por outro lado quem defenda que de facto só tem inicio em 1921 com a publicação do ABC-zinho, a primeira revista infantil de banda desenhada 100% portuguesa
A banda desenhada em Portugal, apesar de ter origens que remontam ao Século XVIII, sofreu dois saltos qualitativos na história recente. O primeiro dá-se entre os anos 60 e a revolução dos cravos e o outro nas décadas de 80/90 do Século XX. Estes saltos qualitativos deveram-se muito em parte a uma maior adesão no consumo de álbuns de BD, em detrimento das revistas. É no entanto, só após a revolução dos cravos, que a BD feita em Portugal, atinge a sua maturidade .

## História

### Os Primórdios

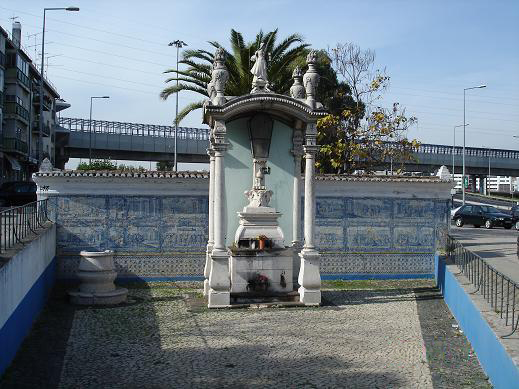
Padrão do Senhor Roubado

A primeira história de arte sequencial conhecida em Portugal, são os painéis de azulejo do padrão do Senhor Roubado, um monumento datado de 1744 situado em Lisboa à saída da Calçada de Carriche. A sua construção deveu-se ao roubo da Igreja Matriz de Odivelas ocorrido a 11 de maio de 1671, efectuado alegadamente por António Ferreira, que roubou do altar-mor e de outros altares desta igreja, entre outros, as contas do rosário de N. Sra. do Rosário, as vestes do Menino Jesus e da Senhora do Egipto e os Vasos Sagrados, escondendo-os num caniçal onde foi construído posteriormente o monumento.
O monumento tem um conjunto de 12 painéis de  azulejo que relatam todo o evento de uma forma clara e concisa, seguindo os padrões do que viria a ser definido por banda desenhada em meados do século XIX com base no trabalho do genovês Rodolphe Töpffer (1799-1846) que publicou entre 1833 e 1846 sete álbuns de histórias aos quadradinhos que estabeleceram um padrão de narrativa gráfica em que desenho e texto se misturam de uma forma simples, levando a que a narrativa não possa viver sem o desenho

### Os primeiros passos (1850 - 1910)
As primeiras bandas desenhadas publicadas em Portugal não passavam de sequências de duas imagens ou pouco mais do que isso, e que tinham como objectivo a sátira ou o humor, tendo-se iniciado a 3 de agosto de 1850 com a publicação, em tiras de duas vinhetas  ou sequência de quatro vinhetas no numero 18 da Revista Popular, daquela que é considerada a primeira banda desenhada publicada em Portugal, a história de Aventuras Sentimentaes e Dramáticas do Senhor Simplício Baptista, o relato cómico das desventuras amorosas de um pinga-amor de meia idade, assinada por Flora, um provável pseudónimo de António Nogueira da Silva (1830-1868). A história em si é uma importação e cópia abreviada de uma outra história as Aventures Sentimentales et Dramatiques de Mr Verdreau publicada em França por Stop, entre 12 de janeiro de 1850 e 9 de fevereiro de 1850 no L’Illustration, Journal Universel. Nogueira da Silva, publica também algumas histórias curtas nos jornais O Asmodeu e no Jornal para Rir e Manuel de Macedo (1839-1915) faz uma adaptação em 1866 para o jornal As Noticias da História de uma Dor de Dentes, de Nadar
Raphael Bordallo Pinheiro (1846-1905) surge neste primórdio criativo e se, não foi o pioneiro, foi ele sem duvida o autor mais determinante para a criação e desenvolvimento da banda desenhada em Portugal. Ceramista e caricaturista, apresenta uma produção e qualidade ainda hoje reconhecível, criando o seu primeiro caderno em 1870, Calcanhar de Aquiles, com caricaturas de personalidades literárias da época. A 5 de julho de 1870 lança A Berlinda uma revista toda em banda desenhada e, em 1872, lança o seu primeiro álbum de banda desenhada, uma obra com 14 páginas e 120 desenhos, os "Apontamentos de Raphael Bordallo Pinheiro sobre a Picaresca Viagem do Imperador de Rasilb pela Europa", tendo como protagonista D. Pedro II do Brasil .

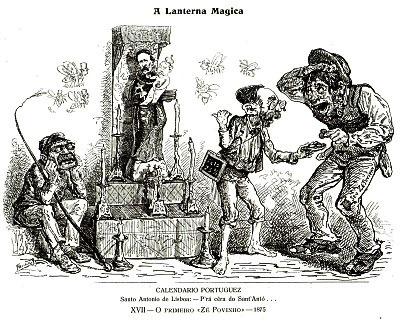
O primeiro desenho do "Zé Povinho" publicado n'"A Lanterna Mágica" em 1875.

Em 1873 publica, em dois folhetos, "M. J. ou a História Tétrica duma Empresa Lírica" uma historia onde se conta a estranha aventura de Manuel José Ferreira, com uma qualidade gráfica excepcional com imagens colocadas livremente ao longo de quatro tiras e uma caracterização de personagens bastante elaboradas com muita firmeza de traço e elegância, contendo muitos dos condimentos cómicos ainda tão actuais nas bandas desenhadas modernas .

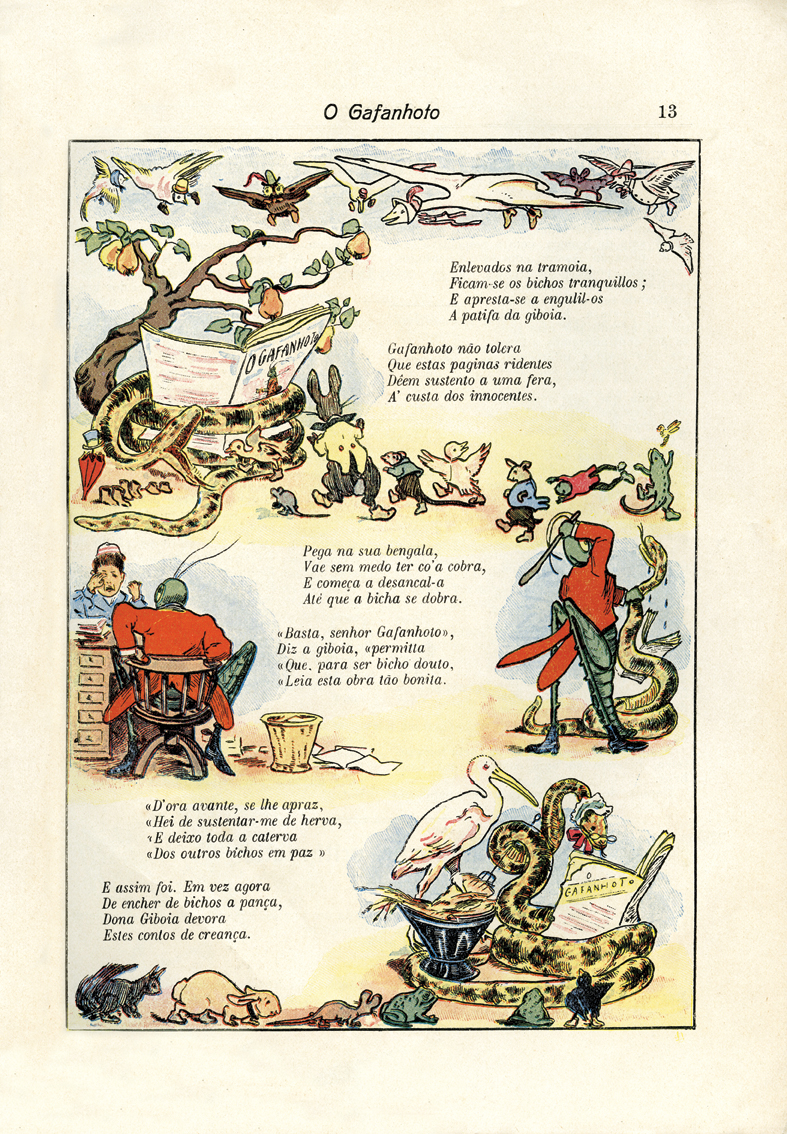
Uma das páginas da edição de 1910 da revista infantil O Gafanhoto

Depois de uma passagem pelo Brasil, em que se tornou grande amigo de Angelo Agostini, o pioneiro da banda desenhada brasileira com as "Aventuras de Nhô Quim", regressa a Portugal onde, em 1875 lança "A Lanterna Mágica", a revista em que aparece o primeiro herói da banda desenhada portuguesa, o famoso Zé Povinho, um personagem emblemático que representa a personalidade lusa, sendo tão actual no século XIX como nos dias de hoje. O Zé Povinho aparece pela primeira vez a 12 de junho de 1875, na 5ª edição do periódico "A Lanterna Mágica", tendo sido publicado de forma regular entre 1875 e 1905 retratado em cerca de 300 desenhos diferentes e em diferentes poses, sendo um personagem paciente, crédulo, submisso, humilde, manso, apático, indiferente, abúlico, céptico, desconfiado, descrente e solitário, e ao mesmo tempo incrédulo, revoltado, resmungão, insolente, furioso, sensível, compassivo, arisco, activo, solidário e convivente, criticando os problemas sociais, políticos e económicos do país, demonstrando a sua eterna revolta perante o abandono e esquecimento da classe política, embora pouco ou nada fazendo para alterar a situação, caricaturando dessa forma o povo português
A sua obra foi vasta e de extrema importância para a banda desenhada portuguesa, encontrando-se difundida por milhares de páginas que influenciaram de forma marcante a sátira portuguesa, através de outras publicações como o António Maria (1879-1898), lançado com a colaboração de Guilherme de Azevedo, o Álbum das Glórias (1880-1883), Pontos nos ii (1885-1891)  ou A Paródia (1900-1906), revistas que tinham a capacidade divertir o publico através da sátira e humor, marcaram as publicações dos anos seguintes e levando ao aparecimento de revistas similares e banda desenhada erótica como as revistas A Chacota (1882) e O Pimpão (1879) 
Apesar de toda esta produção de banda desenhada serem destinadas a um público adulto e serem quase na sua exclusividade preenchidas com desenhos satíricos ou eróticos, foi também neste período que aparecem as primeiras publicações infantis como O Amigo da Infância (1874-1940), editada pela Igreja Evangélica Metodista Portuguesa, o Recreio Infantil (1874-1876), o Jornal da Infância (1883), que publicou a única história aos quadradinhos para crianças feita por Raphael Bordallo Pinheiro, o Jornal das Crianças (1884) e O Gafanhoto (1903), uma revista luxuosa com muita banda desenhada estrangeira excepto duas histórias aos quadradinhos e algumas capas, da autoria de Manuel Gustavo Bordalo Pinheiro, um dos filhos de Raphael Bordallo Pinheiro, e em que o personagem homónimo se tornou no primeiro herói da banda desenhada infantil portuguesa. No entanto, estas revistas eram orientadas para um percurso pedagógico e lúdico, sendo na sua grande maioria complementos dos livros de ensino ou religiosos

### Do humor à aventura (1910 - 1940)
“Quim, Manecas e o seu Cão Piloto” é da autoria de Stuart Carvalhais que cria  artifícios gráficos e literários inovadores como: discurso em calão, acompanhado de onomatopeias; sinais icónicos expressivos (de dor, ruído, surpresa,etc.); sinais cinéticos vários.
Além do Zé Povinho de Rafael Bordalo Pinheiro, Quim e Manecas são os primeiros heróis da ilustração portuguesa. Cottinelli Telmo e Hipólito Colomb são apenas alguns dos desenhadores que copiaram as personagens e as transpuseram para além das páginas da imprensa e as associaram a produtos comerciais. Ao jornalista Acácio Paiva é atribuída a autoria de grande parte dos textos de Quim e Manecas, dos argumentos de “As Fitas de Juca e Zeca”. O desenhador era Rocha Viera (1883-1947). Uma terceira dupla de malandretes foi publicada no jornal O Século de 1922 a 1924 e desenhada também por Rocha Vieira.
A BD infantil e juvenil desenvolveu-se em Portugal no século XX com as revistas O Papagaio, O Tic-Tac (1930-1937) o Sr. Doutor (1933-1943) e o ABC-zinho, que foi a publicação periódica mais notável, sobreviveu de 1921 a 1932 com 521 números publicados tendo a participação de, entre outros, Cottinelli Telmo, Stuart, Rocha Vieira, Emérico Nunes e Carlos Botelho.

### Do Mosquito ao Cavaleiro Andante (1940-1960)
Nos anos 40 surge uma revista portuguesa de BD que atingiu a tiragem de 30 mil exemplares numa edição bissemanal. O Mosquito (1936-1953).
Com O Mosquito vão surgir, autores nacionais “exclusivamente” de BD. Vitor Peon, Jayme Cortez e Eduardo Teixeira Coelho, que assinava ET Coelho. ET Coelho, é uma referência da BD portuguesa, enquanto desenhador e também pelo sucesso que alcançou fora de Portugal. Em 1944, José Garcês publicou aquele que é considerado o primeiro fanzine português, O Melro, dois anos depois, passa a trabalhar profissionalmente na revista O Mosquito.
Vitor Péon é um autor marcante dos anos 50. De Jayme Cortez destacam-se 3 histórias de ficção científica entre elas “Os 2 Amigos na Cidade dos Monstros Marinhos” (1946).
A única publicação rival de O Mosquito era O Diabrete, do qual fazia parte Fernando Bento, saído do suplemento infantil do Jornal República. Em 1968 surgiu a revista Tintin na qual Vitor Péon tem durante os primeiros meses uma presença regular.
A Mocidade Portuguesa, através de Emmérico Nunes faria a exaltação da farda da Mocidade, com a sátira “Caspa e Batina” (1937-1940) sendo o quinzenário Camarada, a mais importante revista da Mocidade Portuguesa a qual tinha como colaboradores António Vaz Pereira, Júlio Gil, Vitor Péon e José Garcês.
Foi com o Faisca (1943-1944) que o publico português teve o primeiro contacto com alguns super-heróis americanos. Em 1953, são proibidos Super-Homem, Tarzan e Capitão Marvel. A influência da censura reflectiu-se negativamente quer na produção quer no tratamento dos textos importados.
Nesta época, as revistas que dominaram foram: a primeira série de O Mundo de Aventuras (1949-73) e Cavaleiro Andante (1952-1962). A revista O Mundo de Aventuras especializou-se no género de aventura, principalmente com obras inglesas e americanas. A revista Cavaleiro Andante veio substituir a revista Diabrete de influências franco/belgas.

### Publicações periódicas pré-Tintim  (1960-1968)
Os anos 60 começam com uma tentativa efémera de reedição do lendário O Mosquito, que duraria menos de um ano. José Ruy é o responsável pelo regresso de O Mosquito. Em 1962 surge a revista Zorro numa tentativa de ocupar o buraco deixado pelo  Cavaleiro Andante que acabava de desaparecer. Após 4 anos também desapareceria e deixaria lugar livre para a revista Tintin.
Durante esta década, a coleção Mundo de Aventuras continua a dominar o mercado de histórias de acção. Esta coleção publicou grande quantidade de histórias do género western a tal ponto que estas revistas também ficaram conhecidas em algumas zonas do país como "livros de cowboys".
Surgem nos anos 60 excelentes cartonistas em vários revistas, destacam-se Sam, Zé Manel e Vilhena. Sam tem o traço mais sintético do grafismo português e um humor que se exprime ora na vinheta isolada, ora na tira de três vinhetas. As imagens de Vilhena cumprem um papel importante mas que não se podem considerar BD.

### Tintim (1968-1982)
Em 1968 surge a revista Tintim. Representa a conquista de Portugal pela Banda desenhada franco-belga e a altura em que se começa a usar o termo banda desenhada em detrimento de "histórias aos quadradinhos". A revista Tintim foi fundamental porque: Introduziu um padrão de qualidade quer nas histórias quer no tratamento das histórias e deu a conhecer aos leitores portugueses autores europeus do seu tempo.
O ponto fraco de Tintim é o facto de ter levado muito tempo para que autores portugueses colaborassem com ela. A revista Visão (1975-76) foi o primeiro projecto colectivo de autores de BD portuguesa com material quase exclusivamente português, tendo em conta as possibilidades estéticas e não apenas um produto para consumo de um público infanto-juvenil. Faziam parte da equipa inicial da Visão o director Vítor Mesquita, Zé Paulo, Pedro Massano, Carlos Barradas, Carlos Zingaro entre muitos outros. A Visão afirmou-se como a mais significativa e influente revista de BD portuguesa. Os dois anos que se seguiram ao 25 de Abril de 1974, foram anos conturbados, mas dinâmicos e estimulantes do ponto de vista editorial.
A década de 1970 viu um "Era de Ouro" dos fanzines de banda desenhada em Portugal, em 1972, surgem os fanzinesArgon, Saga,Quadrinhos, Copra, P.Druillet - P.Caza, Orion, Ploc! e Yellow Kid, no ano seguinte, Aleph, propagado como o primeiro dedicado aos estudos sobre banda desenhada.
Ainda nos anos 70, foram publicados os fanzines Impulso, Hic!, O Estirador e Boletim, esse último editado pelo Clube Português de Banda Desenhada.

### O período de decadência (1982-2006)
A partir daqui a BD desaparece praticamente do mercado. Dos últimos grandes da BD, a revista Tintim termina em 1982, e a segunda série da revista Mundo de Aventuras termina em 1987.
Em 1985, Luís Louro (desenhos) e Tózé Simões (argumento) lançam Jim del Monaco nas páginas do tablóide do Sábado Popular, parte do desaparecido Diário Popular.
Em 1990 aparece uma revista dedicada inteiramente à BD portuguesa, o que não acontecia desde 1976 com a visão. Trata-se da Lx Comics (1990-91). Agora chega aos leitores portugueses material contemporâneo, por criadores como Frank Miller, Alan Moore, Neil Gaiman, Enki Bilal e Tardi. Existem nos Estados Unidos diversas correntes de comics: mainstream, alternative e underground. Da "mainstream" temos os super-heróis das editoras DC e Marvel Comics. Da corrente "alternative", histórias politicamente empenhadas e que se concentravam em episódios da vida quotidiana. A corrente "underground", a mais representada dos anos 70, onde o mais notável artista era Carlos Zingaro.
Então, como último fôlego, a BD tenta ressurgir com a publicação de revistas Disney pela editora Morumbi e com álbuns franco-belgas, onde se destaca a editora Meribérica.

## Período atual
Em 2010, é lançada a revista Banzai, apontada como a primeira revista portuguesa em estilo manga (estilos das bandas desenhadas japonesas), em 2012, Disney volta a ser publicada pela editora Goody S/A, que opta por publicar apenas histórias italianas. Em 2015, a revista Banzai é cancelada. Alguns dos autores desta publicação criam uma nova editora e o jornal bimestral Jankenpon, dedicado ao inicialmente ao estilo manga, começa no número 5 a publicar séries no estilo comics. Em 2017, a Goody inicia a publicada de banda desenhada da Marvel Comics e publica apenas os títulos Mickey, Tio Patinhas e Donald, que foram suspensas em novembro do mesmo ano. Em junho de 2018, a editora retorna a publicação de Disney no país.